# بروجینه
بروجینه (به ایتالیایی: Brugine) یک کومونه در ایتالیا است که در استان پادووا واقع شده‌است.

## خصوصیات
بروجینه ۱۹٫۶ کیلومترمربع مساحت و ۶٬۵۷۹ نفر جمعیت دارد و ۷ متر بالاتر از سطح دریا واقع شده‌است.